# Arytainilla spartiophila
Arytainilla spartiophila är en insektsart som först beskrevs av W. Foerster 1848.  Arytainilla spartiophila ingår i släktet Arytainilla och familjen rundbladloppor. Inga underarter finns listade i Catalogue of Life.